# Takashi Nagata
Takashi Nagata (Chiba, 13 april 1972) is een voormalig Japans voetballer.

## Carrière
Takashi Nagata speelde tussen 1995 en 1997 voor Kyoto Purple Sanga.